# Саканоуе но Тамурамаро
Саканоуе но Тамурамаро (758 — 17 червня 811) — середньовічний японський державний та військовий діяч періоду Хейан. Практично повністю підкорив племена емісі на півночі Хонсю. Вважається засновником однієї з перших шкіл бойових мистецтв — сьосьо-рю («школа усіх нагород»).

## Життєпис

### Початок кар'єри
Походив з роду Саканоуе (нащадки китайського імператора Лін-ді). Син Саканоуе но Карітамаро, тіндзюфу-сьоґуна. Народився 758 року. Замолоду присвятив себе військовій справі. 780 року вступає на службу до Лівої палацової гвардії (сакон'ефу). 785 року надано вищий ступінь старшого шостого рангу. 787 року призначається молодшим командиром (сьосьо) в сакон'ефу. 788 року стає суке (заступником) камі (губернатора) провінції Етіґо. У 789 році брав участь у поході під орудою сейї-сьоґуна Кі но Косамі, де (незважаючи на загальну невдачу) здобув гарний досвід у боротьбі проти емісі у гірській місцині. Того ж року заснував монастир Кійомідзу (втім найпевніше взяв його під свій патронат).
790 року призначається кокусі провінції Етіґо. 791 року призначається фукусьоґуном (заступником) сейї-тайсьоґуна Отомо но Отомаро в новому поході проти емісі. 792 року отримав вищий ступінь молодшого п'ятого рангу. 794 року звитяжив у битві з емісі (едзо). 795 року надано нижчу ступінь молодшого четвертого рангу. 796 року Саканоуе но Тамурамаро стає адзеті (імператорським ревізором) провінцій Муцу і Дева. Невдовзі на посаді тіндзюфу-сьоґуна очолив тіндзюфу (уряд-адміністрацію) на північно-східних землях.

### Війни з емісі
797 року отримав посаду сейї-тайсьоґуна. Спочатку напав на емісі в Хітаті. Усипальницю Касіма, побудовану в стародавні часи, він використовував як базу проти контратак супротивника, а його дружина та інші члени сім'ї в цей час перебували в усипальниці Каторі. Того ж року завдав низки поразок едзо, за що йому надано вищу ступінь молодшого четвертого рангу. Також побудував велику фабрику з виробництва зброї, яка називалася Каноков-кобо. Це було потрібно для постійного поповнення запасів, щоб не звертатися до урядових арсеналів у Хейані. На цій фабриці з власної сировини виробляли обладунки, шоломи, мечі та іншу зброю.
799 року Саканоуе но Тамурамаро призначено заступником середнього командира (кентюсьо) гвардії коноефу. Водночас продовжив успішні походи проти емісі. окрім військової сили полюбляв застосовувати хитрість. Так, в одній з битв наказав з бамбука і тканини спорудили величезні ліхтарі, що зображували велетенських чудовиськ і вояків. Увечері рукотворні чудовиська засвітилися і «пішли в атаку». Внаслідок цього емісі-вояки злякались й втекли з поля бою.
800 року стає спеціальним уповноваженим з переселення підкорених емісі (фусю). У 801 році завдав рішучої поразки емісі, проте вже через місяць емісі знову повстали. Тамурамаро завдав нової поразки супротивнику, після чого став зводити потужну фортецю Ісава в провінції Муцу. Його стратегія полягала в захист основних шляхів, підкоренні гірської місцини та знищенні основних баз емісі. Того ж року Тамурамаро отримав молодший третій ранг та посаду тюсьо (середнього командира) коноефу.
У 802 році після успішно походу, де емісі було завдано нищівної поразки у битві, Саканоуе но Тамурамаро змусив здатися 500 вояків едзо (емісі) на чолі з відомими ватажками Оцука Атеруй і Іватомо Море, яким особисто Саканоуе но Тамурамаро обіцяв безпеку. Подія відбулася у фортеці Ісава. Втім по приїзду до столиці Оцуку і Іватомо за рішенням імператора Камму було наказано стратити.
У 803 році Саканоуе звів нову потужну фортецю Сіва-дзьо (або Сіва-но-кі). Завдяки цьому позиції Японії ще більше затвердилися на півночі Хонсю. Імператор призначає Саканоуе міністром покарань. У 804 році знову призначається сейї-тайсьоґуном задля нового походу. Водночас керує будівництвом пагоди Нісітера та зведенням тимчасових резиденцій імператора в провінціях Ідзумі і Сеццу. Втім в розпал подій імператор вирішив припинити походи, які в значній мірі спустошили скарбницю. Але посаду сьогуна він зберіг до 810 року.

### Останній роки
У 805 році стає асоційованим радником, 806 року — середнім державним радником. 807 року призначено тайсьо (старшим керівником) Правої палацової гвардії (укон'ефу), а також міністром війни. 809 року надано старший третій ранг. У 810 році під час подій відомих як «Кусуко-но хен», коли колишній імператор Хейдзей за намовлянням наложниці Кусуко та її брата Фудзівара но Наканарі спробував повернутися на трон, Саканоуе но Тамурамаро підтримав діючого імператора Саґа. Зрештою Наканарі було страчено, Хейдзей став буддистським ченцем, а Кусуко наклала на себе руки. За цю допомогу призначено старшим державним радником. Помер у 811 році.